# Црква Свете Тројице у Кладушници
Црква Свете Тројице у Кладушници, насељеном месту на територији општине Кладово, припада Епархији тимочкој Српске православне цркве.
Црква посвећена Светој Тројици, подигнута је 1838. године, од тврдог материјала и у њој се обавља служба за Кладушницу, Давидовац и радничко насеље на Ђердапу. У цркви су чуване најдрагоценије и најважније књиге из кладовске цркве, које су донешене из страха да их Турци, чија је концетрација у Фетисламу била велика, не оштете или униште. У вихору Првог светског рата спасене су само књиге које су свештеници успели да пренесу у Русију и сачувају у повратку. У њој су чуване и књиге из насеља Манастирица и Петрово Село.
Црква се налази у центру села, дужине је 12m, ширине 6,5m, са таваницом висине 8m и кровом на две воде. Звонара је одвојена и налази се у дворишту, као и чесма подигнута прилозима грађана. Реконструкција цркве започета је 2013. године.